# 唐官屯镇
唐官屯镇，是中华人民共和国天津市静海区下辖的一个乡镇级行政单位。
2001年，撤销大张屯乡、大郝庄乡，并入唐官屯镇。

## 行政区划
唐官屯镇下辖以下地区：
物探小区社区、唐一街村、唐二街村、唐三街村、唐四街村、大张屯村、长张屯村、只官屯村、赵官屯村、靳官屯村、王千户村、王善政村、梁官屯村、前小屯村、后小屯村、程庄子村、曲庄子村、尚庄子村、马集村、林庄子村、小张屯村、翟家圈村、马辛庄村、鲁辛庄村、良辛庄村、刘上道村、刘下道村、夏官屯村、烧窑盆村、国家庄村、大十八户村、小十八户村、郑家庄村、英官屯村、薛家庄村、慈儿庄村、亚家庄村、东勾乐村、西勾乐村、小郝庄村、大郝庄村、孙坝口村、夏家庄村、满意庄村和天津唐官屯加工物流园社区。